# 台北市長官邸
台北市長官邸位於臺灣臺北市中正區徐州路46號，建於1940年，當時是台北州知事官舍的市長官邸。二戰後至1994年，除吳伯雄之外，歷任台北市長在任內都在此居住。陳水扁就任台北市長之後，台北市長官邸開放民眾參觀，現作為藝文沙龍對民眾開放。